# Jimmy Bullard
James Richard „Jimmy“ Bullard (* 23. Oktober 1978 in Newham, London) ist ein ehemaliger englischer Fußballspieler.
Bullard begann seine Karriere zunächst bei Ebbsfleet United und wurde dann Profi bei West Ham United. Er konnte sich dort gegenüber Konkurrenten wie Joe Cole, Michael Carrick und Frank Lampard nicht durchsetzen und wurde im Jahr 2001 nach einer dreiwöchigen Probezeit vom Drittligisten Peterborough United mit einem Dreijahresvertrag ausgestattet. 
Im Januar 2003 unterschrieb Bullard einen Vertrag beim damaligen Zweitligisten Wigan Athletic und war meist ununterbrochen für die „Latics“ im Einsatz. In der Saison 2005/06 gelang ihm der Sprung in die Premier League; er wurde nach guten Leistungen dort kurzzeitig mit Spitzenvereinen wie dem FC Arsenal und dem FC Liverpool in Verbindung gebracht. Nach Abschluss der Saison wechselte er zum FC Fulham, nach zweieinhalb Jahren zu Hull City. Dort kam er jedoch nur noch selten zum Einsatz, sodass er im Januar 2011 an den Zweitligisten Ipswich Town ausgeliehen wurde, die ihn im Sommer 2011 fest verpflichteten und mit einem bis zum 30. Juni 2013 laufenden Vertrag ausstatteten. Zur Saison 2012/13 wechselte Bullard zu den Milton Keynes Dons. Im Oktober 2012 beendete er wegen anhaltender Knieprobleme seine Karriere.
Bullard spekulierte neben einem Platz im Kader der englischen Nationalmannschaft auch auf einen Einsatz für Deutschland, da seine Großmutter deutschstämmig ist. Sein Angebot, im Falle einer Einbürgerung im Mittelfeld Michael Ballack zu unterstützen, wurde jedoch vom damaligen Bundestrainer Jürgen Klinsmann abgelehnt.
Im Jahre 2014 nahm er an der 14. Staffel der britischen Fernsehshow I’m a Celebrity … Get Me Out of Here! teil.